# 아이커썬
아이커썬(중국어: 艾克森, 병음: Ài Kèsēn, 한자음: 애극삼, 1989년 7월 13일~)은 브라질 태생 중화인민공화국의 축구인이다. 선수 시절 포지션은 공격수였으며 2019년 중화인민공화국으로 귀화한 후 2024년까지 중국 축구 국가대표팀에서 활동했다.
브라질 포르투갈어 이름은 이우케종 지 올리베이라 카르도주(브라질 포르투갈어: Elkeson de Oliveira Cardoso)였으며 2019년 중화인민공화국으로 귀화하고 이름을 중국어식 '아이커썬'으로 개명했다. 대한민국에서는 브라질 포르투갈어 이름 'Elkeson'을 로마자 그대로 읽은 엘케손으로도 알려져 있다.

## 구단 경력
2009년 성인 계약을 하기 전까지 비토리아의 유소년 팀에서 활약하였으며 프로 데뷔 시즌인 2009 시즌 전국 리그 12경기에 출전하였다.
2011년 보타포구로 이적하였으며 2시즌 간 활약한 후 2012년 12월 광저우 헝다로 약 84억 원의 이적료로 이적하였다. 상하이 선신과의 2013 중국 슈퍼리그 개막전에서 리그 데뷔전을 치렀고 이 경기에서 2골을 기록하며 화려하게 데뷔하였다. 2013년 7월까지 2013 ACL 명단에 포함되지 못하여 경기에 출전하지 못하였으나 7월 추가 제출 기간에 명단에 포함되어 8강 1차전 레크위야와의 경기에서 ACL 데뷔전을 치렀고 1득점을 기록하였다. 이후 FC 서울과의 결승전까지 전 경기에 출전하여 6경기 6골을 기록하며 팀을 대회 우승으로 이끌었다. 2013년 중국 슈퍼리그에서 24골로 첫 득점왕에 올랐으며, 2014년엔 28골을 기록하며 리그 역사상 최다 득점을 기록한 득점왕에 등극하였다. 광저우 헝다 시절 리그와 컵대회, 챔피언스리그 등을 모두 포함하여 총 111경기 출전하여 76골 19도움을 기록하며 좋은 활약을 펼쳤다.
2016년 1월 21일, 상하이 상강으로 중국 슈퍼리그 역대 최고 이적료 기록을 세우며 이적하였다.
2025년 4월 9일 자신의 SNS를 통해 선수 경력 마감을 발표했다.

## 국가대표팀 경력
2011년 9월 마누 메네지스 감독이 이끌던 브라질 축구 국가대표팀에 소집되었지만 경기에 출전하지는 않았다. 2019년 8월에 중국으로 귀화하여 중국 국적을 취득했고 중국 축구 국가대표팀에 소집되었다. 이우케종은 중국인 조상 없이 최초로 5년 거주 후 중국으로 일반귀화한 축구 선수이다. 2019년 9월 10일 2022년 FIFA 월드컵 아시아 지역 2차 예선에 대표팀에 데뷔하여 몰디브 원정경기에서 2골을 넣고 중국 대표팀의 승리에 기여하였다.

## 기록
| 시즌         | 구단         | 디비전   | 리그 | 리그 | 리그 | FA컵      | FA컵      | FA컵      | 주리그 | 주리그 | 주리그 | 대륙대회 | 대륙대회 | 대륙대회 | 기타 | 기타 | 기타 | 총합 | 총합 | 총합 |
| 시즌         | 구단         | 디비전   | 출장 | 득점 | 도움 | 출장      | 득점      | 도움      | 출장   | 득점   | 도움   | 출장     | 득점     | 도움     | 출장 | 득점 | 도움 | 출장 | 득점 | 도움 |
| 브라질       | 브라질       | 브라질   | 리그 | 리그 | 리그 | FA컵      | FA컵      | FA컵      | 주리그 | 주리그 | 주리그 | CONMEBOL | CONMEBOL | CONMEBOL | 기타 | 기타 | 기타 | 총합 | 총합 | 총합 |
| ------------ | ------------ | -------- | ---- | ---- | ---- | --------- | --------- | --------- | ------ | ------ | ------ | -------- | -------- | -------- | ---- | ---- | ---- | ---- | ---- | ---- |
| 2009         | 비토리아     | 세리이 A | 12   | 1    | 0    | 0         | 0         | 0         | 2      | 0      | 0      | 1        | 1        | 0        | -    | -    | -    | 15   | 2    | 0    |
| 2010         | 비토리아     | 세리이 A | 34   | 6    | 8    | 10        | 1         | 2         | 13     | 2      | 5      | 2        | 0        | 0        | 4    | 0    | 0    | 63   | 9    | 15   |
| 2011         | 비토리아     | 세리이 A | 1    | 0    | 0    | 2         | 0         | 0         | 18     | 7      | 1      | 0        | 0        | 0        | -    | -    | -    | 21   | 7    | 1    |
| 총합         | 총합         | 총합     | 47   | 7    | 8    | 12        | 1         | 2         | 33     | 9      | 6      | 3        | 1        | 0        | 4    | 0    | 0    | 99   | 18   | 16   |
| 2011         | 보타포구     | 세리이 A | 35   | 8    | 10   | 0         | 0         | 0         | 0      | 0      | 0      | 3        | 0        | 1        | -    | -    | -    | 38   | 8    | 11   |
| 2012         | 보타포구     | 세리이 A | 31   | 11   | 1    | 5         | 2         | 0         | 16     | 5      | 5      | 2        | 0        | 0        | -    | -    | -    | 54   | 18   | 6    |
| 총합         | 총합         | 총합     | 66   | 19   | 11   | 5         | 2         | 0         | 16     | 5      | 5      | 5        | 0        | 1        | -    | -    | -    | 92   | 26   | 17   |
| 중국         | 중국         | 중국     | 리그 | 리그 | 리그 | 중국 FA컵 | 중국 FA컵 | 중국 FA컵 | -      | -      | -      | AFC      | AFC      | AFC      | 기타 | 기타 | 기타 | 총합 | 총합 | 총합 |
| 2013         | 광저우 헝다  | CSL      | 28   | 24   | 10   | 3         | 1         | 2         | -      | -      | -      | 6        | 6        | 1        | 4    | 1    | 0    | 41   | 32   | 13   |
| 2014         | 광저우 헝다  | CSL      | 28   | 28   | 5    | 1         | 0         | 0         | -      | -      | -      | 6        | 6        | 1        | 4    | 1    | 0    | 41   | 32   | 13   |
| 2015         | 광저우 헝다  | CSL      | 16   | 7    | 4    | 0         | 0         | 0         | -      | -      | -      | 27       | 15       | 3        | 8    | 1    | 0    | 111  | 76   | 24   |
| 2016         | 상하이 상강  | CSL      | 26   | 10   | 1    | 0         | –         | –         | 9      | 4      | 0      | 0        | 36       | 14       |      |      |      |      |      |      |
| 2017         | 상하이 상강  | CSL      | 17   | 11   | 1    | 2         | –         | –         | 12     | 5      | 0      | 0        | 30       | 18       |      |      |      |      |      |      |
| 2018         | 상하이 상강  | CSL      | 16   | 7    | 2    | 0         | –         | –         | 8      | 4      | 0      | 0        | 26       | 11       |      |      |      |      |      |      |
| 2019         | 상하이 상강  | CSL      | 15   | 8    | 1    | 0         | –         | –         | 8      | 2      | 1      | 0        | 25       | 10       |      |      |      |      |      |      |
| 총합         | 74           | 36       | 5    | 2    | –    | –         | 37        | 15        | 1      | 0      | 117    | 53       |          |          |      |      |      |      |      |      |
| 2019         | 광저우 헝다  | CSL\|7   | 7    | 0    | 0    | –         | –         | 0         | 0      | 0      | 0      | 7        | 7        |          |      |      |      |      |      |      |
| Career total | Career total | CSL\|7   | 265  | 128  | 26   | 6         | 48        | 14        | 72     | 31     | 13     | 1        | 422      | 180      |      |      |      |      |      |      |

### 대표팀 경기 통계
| 국가대표팀 | 국가대표팀 | 국가대표팀 |
| 년도       | 참가       | 득점       |
| ---------- | ---------- | ---------- |
| 2019       | 1          | 2          |
| Total      | 1          | 2          |

### 대표팀경기 득점
As of 10 September 2019.
| No. | 날짜            | 장소                                    | 참가 | 상대팀 | 득점 | 결과 | 대회                         |
| --- | --------------- | --------------------------------------- | ---- | ------ | ---- | ---- | ---------------------------- |
| 1   | 2019년 9월 10일 | National Football Stadium, 말레, 몰디브 | 1    | 몰디브 | 4–0  | 5–0  | 2022년 FIFA 월드컵 지역 예선 |
| 2   | 2019년 9월 10일 | National Football Stadium, 말레, 몰디브 | 5–0  | 몰디브 |      |      | 2022년 FIFA 월드컵 지역 예선 |